# 노부크라인카

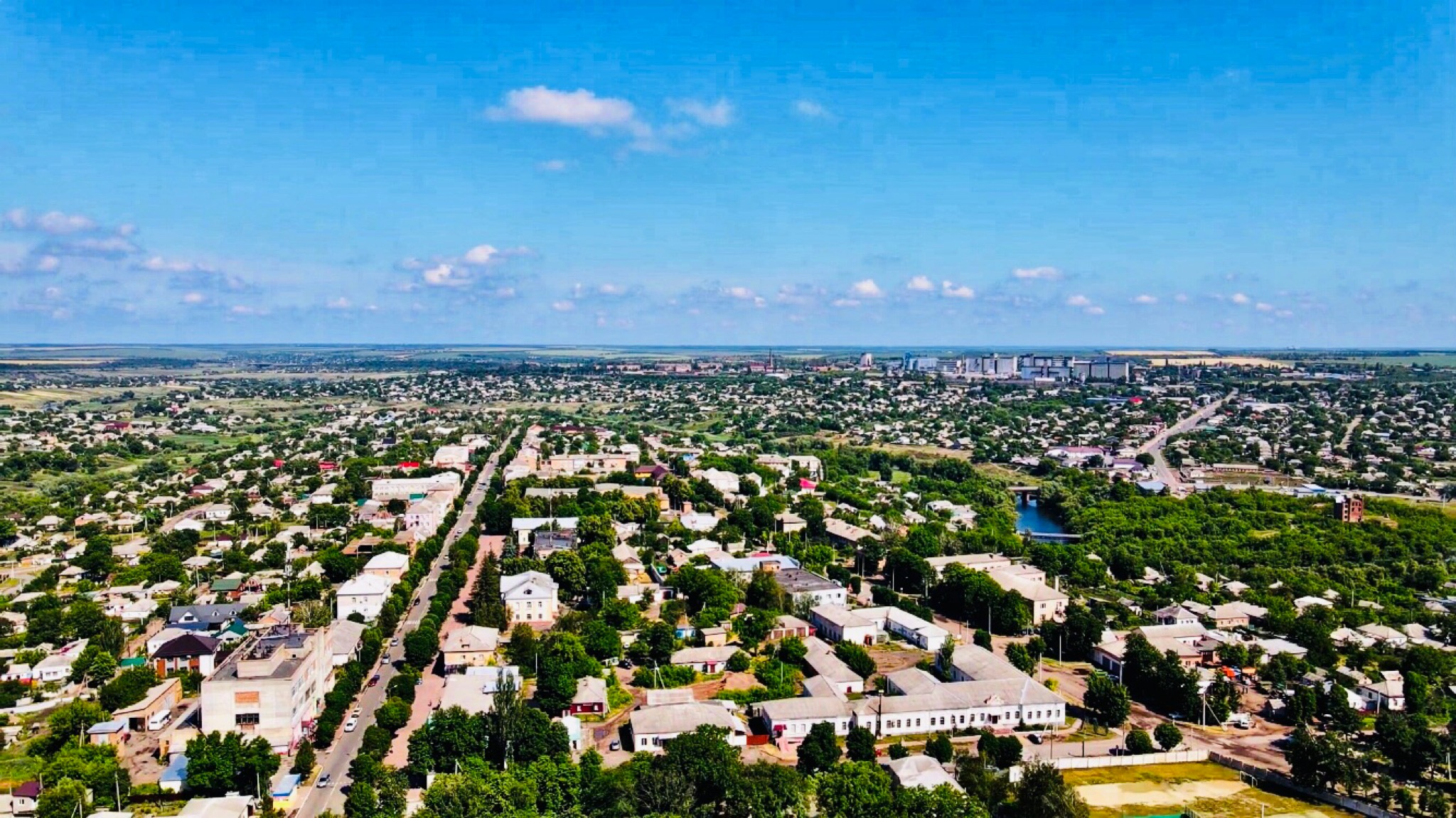
도시의 파노라마

노부크라인카(우크라이나어: Новоукраїнка)는 우크라이나 중부 키로보흐라드주의 도시이다.

## 역사

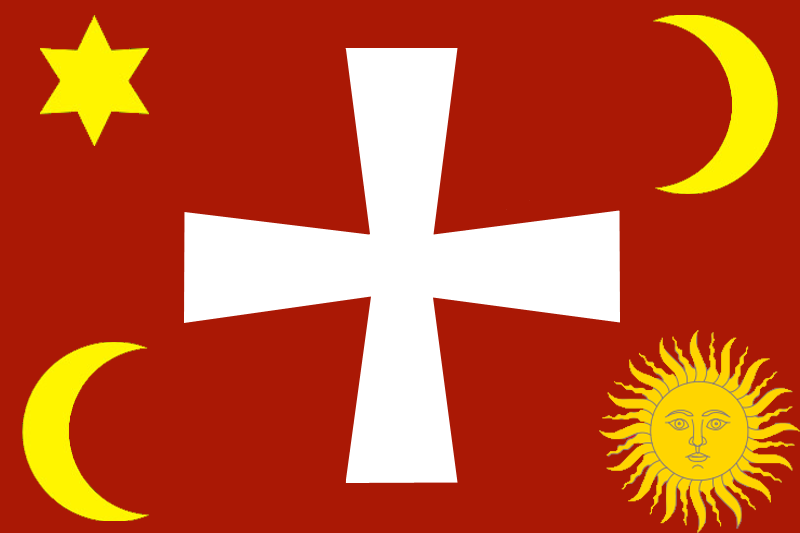
우크라이나 코자크의 국기

본격적인 도시가 건립되기 전, 15~18세기에는 우크라이나 코사크의 영토였다. 1768-1774년 러시아-터키 전쟁이 시작되면서 몰다비아 이민자들로 구성된 몰다비아 후사르 정착 연대가 배치되면서 파블로프스크 요새가 이곳에 건립되었다. 강의 오른쪽 둑에도 동일한 요새가 건설되었다. 실질적으로 두 요새 모두 각각 성루에 10개의 대포가 장착되어 있어 거대한 방어선을 형성했다. 같은 이름의 정착지가 주변에 건설되었으며, 이는 현대 노부크라인카의 핵심이 되었다. 1774년 6월, 이 지역을 여행하던 학자 요한 굴덴스테트(Johann Güldenstedt)는 다음과 같이 기록했다. "1769년까지 이곳은 버려졌고 같은 해에 정착지가 설립되었으며 현재는 몰도바 연대의 행정 중심지가 되었다." 우크라이나 남부에 군사 정착지가 설립된 후 1821년 노보파블리프스크는 우크라이나 제3사단의 일부로 이전되었고 우크라이나 제1연대의 본부가 이곳에 위치하여 1832년 이 위치는 노부크라인카로 이름이 변경되었다. 1857년에는 6,346명이 이곳에 살았다.
1869년에 노부크라인카 기차역이 건설되었다. 1932~1933년 홀로도모르 동안 사망한 정확한 사람의 수는 알려져 있지 않다. 그러나 목격자들은 제2차 세계 대전으로 인한 인명 피해가 노부크라인카에서 발생한 기근으로 인한 피해의 절반에 불과하다고 추정했다. 1938년부터 도시의 지위를 유지해 왔다. 1941년 8월 2일부터 1944년 3월 17일까지 이 도시는 독일군에 의해 점령되었다. 1974년에는 21,000명의 주민이 이곳에 살았다. 1989년에는 20,675명의 주민이 거주했다. 2013년에는 17,741명의 주민이 이곳에 살았다.

## 갤러리

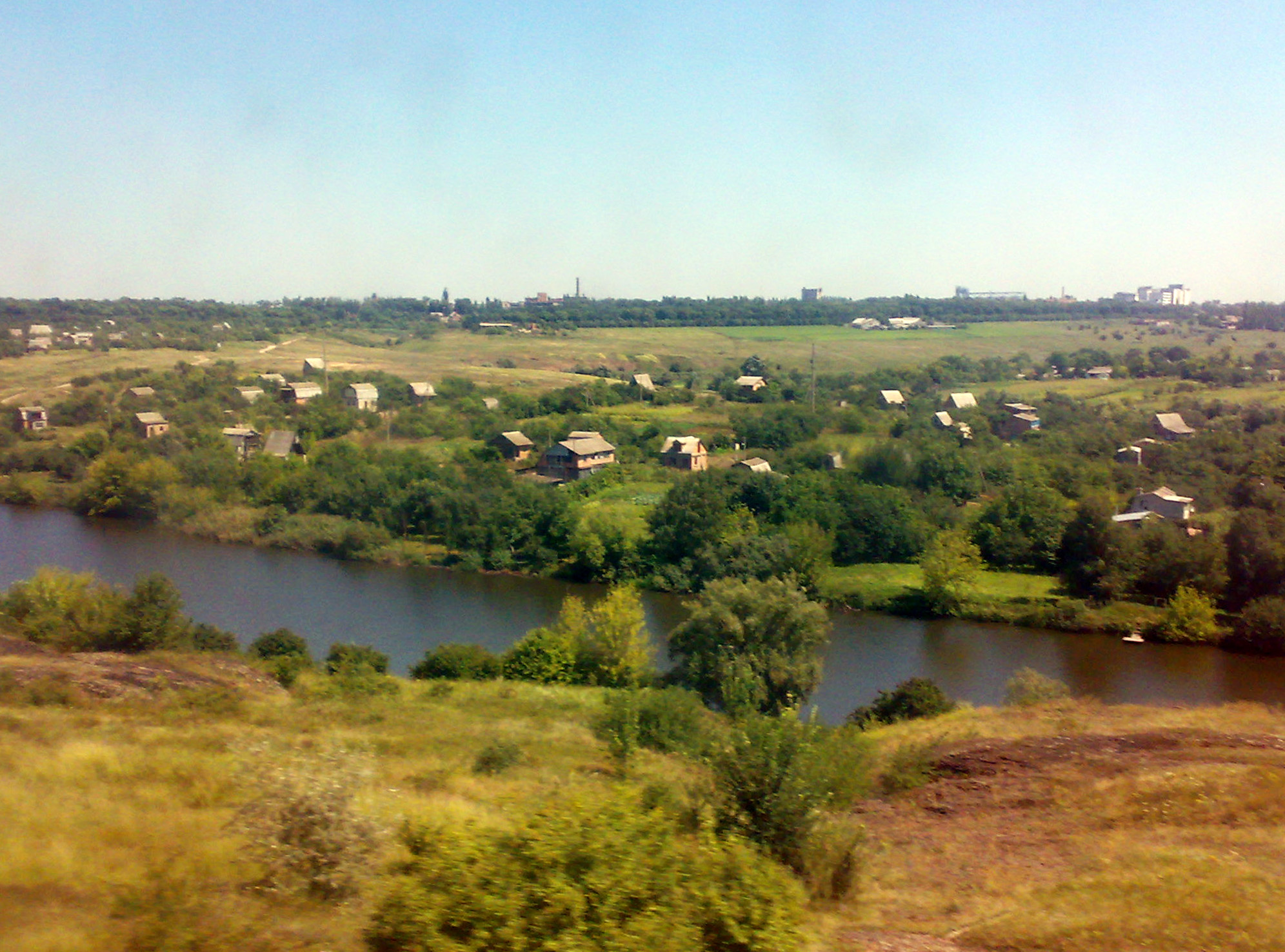
강
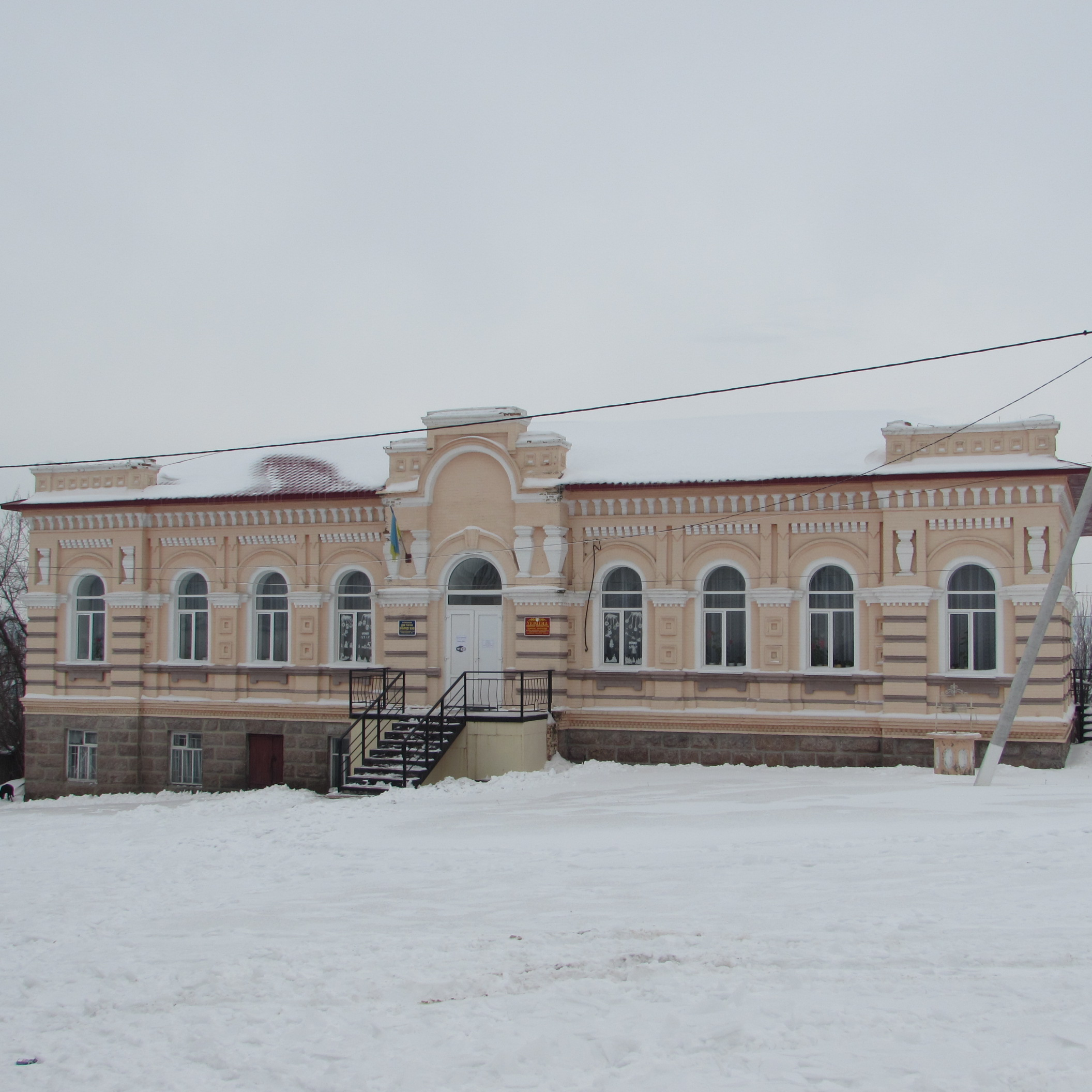
역사적 기념물
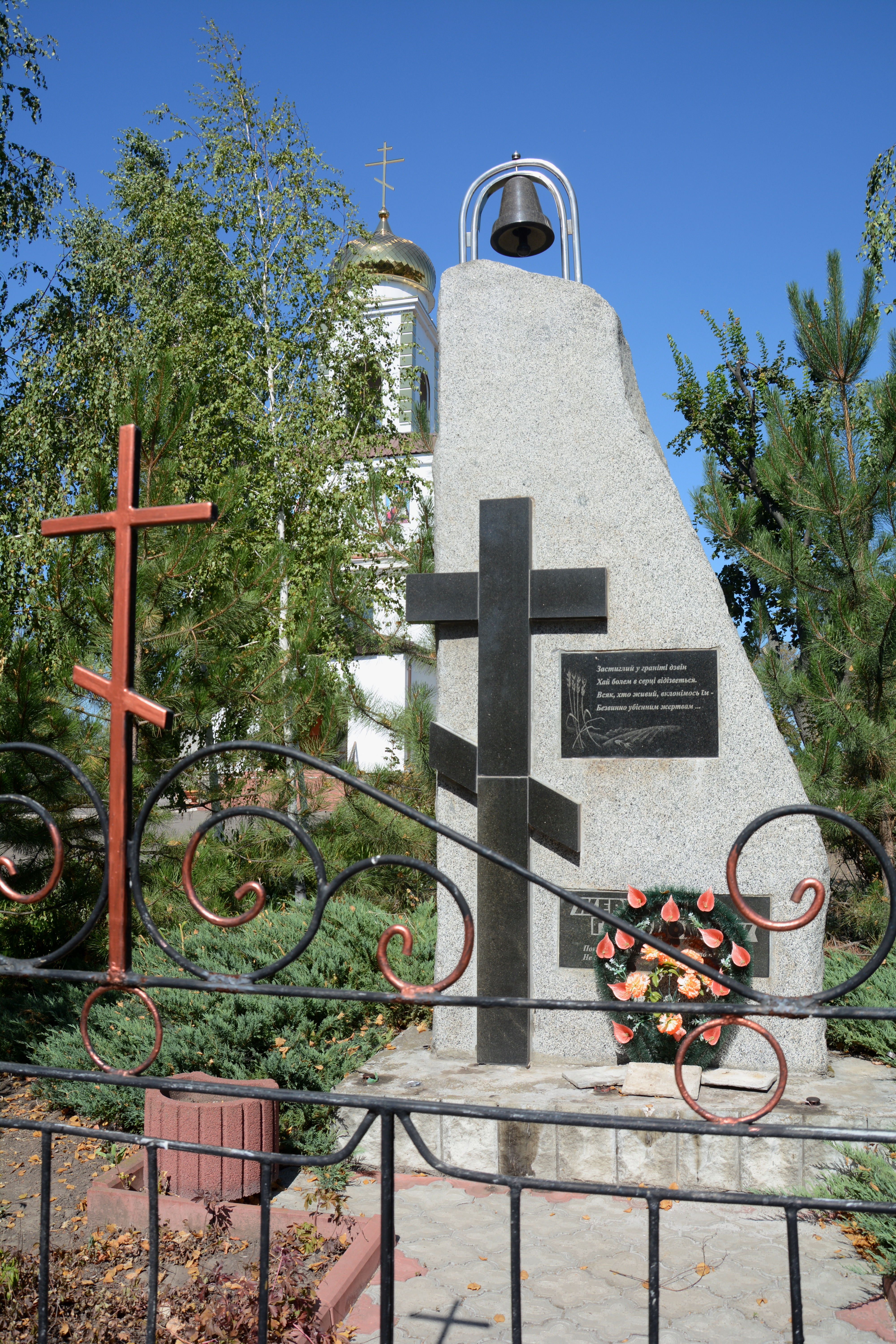
1932~1933년 기근 희생자들을 기리는 기념비